# Gradi Plato
I gradi Plato (°P) sono una unità di misura della densità di una soluzione particolarmente utilizzata nell'industria birraria per la sua immediatezza d'uso. Tale sistema di misurazione fu sviluppato dal chimico tedesco Fritz Plato (1858-1938) da cui deriva appunto il nome dell'unità di misura.
Per definizione, si dice che la densità di una soluzione misurata in gradi Plato è l'equivalente della densità, misurata in percentuale peso/peso, di una soluzione di saccarosio diluita in acqua.
In altre parole, dire che un litro di mosto di birra abbia un contenuto pari a 12 gradi Plato, equivale a dire che la densità di estratto (cioè di zuccheri disciolti nel mosto) in questione sia pari a quella di un litro di soluzione acquosa contenente il 12% peso/peso di saccarosio: approssimando il peso specifico dell'acqua a 1 kg/l (o 1 g/ml) e supponendo di essere sul livello del mare e a temperatura ambiente, si può quindi dire che il campione di 1 Kg di mosto (la densità del mosto è superiore a 1 kg/l) contiene circa 120 grammi di estratto.